# Forest City
Forest City — метеорит-хондрит масою 122000 грам.